# 1149년

## 연호
- 남송(南宋) 소흥(紹興) 19년
- 금(金) 황통(皇統) 9년 / 천덕(天德) 원년
- 일본(日本) 규안(久安) 5년
- 서하(西夏) 천성(天盛) 원년
- 리 왕조(李朝) 다이딘(大定) 10년

## 기년
- 남송(南宋) 고종(高宗) 23년
- 금(金) 희종(熙宗) 15년 / 해릉양왕(海陵煬王) 원년
- 고려(高麗) 의종(毅宗) 3년
- 서하(西夏) 인종(仁宗) 10년
- 리 왕조(李朝) 영종(英宗) 12년

## 탄생
- 고려(高麗)의 태자(太子) 효령태자(孝靈太子)
- 고려(高麗)의 무신정권(武臣政權) 집권자(執權子) 최충헌(崔忠獻)